# Tsingya
Tsingya es un género de plantas de la familia Sapindaceae. Contiene una especies

## Especies seleccionadas
- Tsingya bemarana

- Datos: Q10385261
- Especies: Tsingya (Sapindaceae)